# Talovci
Talovci (lat. de Thallowcz, mađ. Tallóczi), hrvatska velikaška obitelj, vjerojatno podrijetlom s otoka Korčule. Vrhunac moći doživjeli su za vrijeme vladavine hrvatsko-ugarskih kraljeva Žigmunda Luksemburškog (1385. – 1437.) i Alberta II. Habsburškog (1438. – 1439.). Prezime su dobili 1434. kada su od kralja dobili posjed Topolovicu kraj Virovitice.

## Povijest obitelji
Nije sa sigurnošću utvrđeno odakle su podrijetlom, ni kako se obitelj ranije nazivala, no pretpostavlja se da su podrijetlom s otoka Korčule, odakle su prešli u Dubrovnik, gdje su zadobili dubrovačko građanstvo. Ugled obitelji stvorili su sinovi korčulanskog patricija Luke, braća, slavonski ban Matko († 1445.), vranski prior Ivan († 1445.), severinski ban Franko († 1448.) i hrvatsko-dalmatinski ban Petar († 1453.).
Braća Talovac stekla su svoje posjede u Kraljevini Hrvatskoj 1436. godine kao kraljevu naknadu zbog sudjelovanja u borbi protiv hrvatskog bana Ivana V. Frankapana, baštinika posjeda izumrle obitelji Nelipčića Cetinskih. Kralj Žigmund dodijelio im je naslov cetinskih knezova i dotadašnju baštinu Nelipčića, među kojima gradove Knin, Sinj, Klis i Omiš. Na temelju vjernosti braća su od kralja dobila i posjede na sjeveru u Kraljevini Slavoniji, poimenice Topolovicu (tadašnji Tallowcz, Tallocz) nedaleko od Virovitice po kojoj su nazvani te grad Đurđevac, Srebrenik i Brčko u Usori.
Ivan Talovac postao je vranski prior 1439. godine, a osobito se istaknuo 1440. godine u obrani Beograda koji je bio pod višemjesečnom opsadom od strane osmanske vojske pod vodstvom sultana Murata II. Poginuo je 1445. godine u sukobu s knezovima Celjskim. Franko je za vladavine kralja Žigmunda obnašao dužnost severinskog bana i također se istaknuo u obrani kraljevstva. Sudjelovao je u bitki kod Varne 1444. godine, a poginuo je u drugoj bitki na Kosovu 1448. godine.
Nakon smrti hrvatsko-dalmatinskog bana Petra Talovca 1453. godine počelo je naglo slabljenje obitelji. Petrova udovica Jadviga nije mogla obraniti baštinu Talovaca na jugu Hrvatske, a njeni sinovi Ivaniš i Stjepan bili su još maloljetni da bi preuzeli kontrolu nad obiteljskim posjedima. Frankovi sinovi Nikola (Mikluš), Vladislav (Lacko), Matko i Franjo (Ferenc) i kći Anka bili su također maloljetni i time nesposobni da se obrane od presezanja kneza Ulrika II. Celjskog, hercega Stjepana Vukčića, kralja Stjepana Tomaša, Ladislava Hunjadija i Mlečana.
Petrovi i Frankovi potomci iselili su se u Slavoniju i utemeljili dvije grane obitelji nazvane Banićima (Bánffy), prema naslovu njhovih roditelja. Petrovi sinovi Ivan II. i Stjepan I. utemeljili su jednu od grana roda Talovaca. Godine 1495. Petrov sin Ivaniš (Ivan II.) († iza 1495.) i unuk Gabrijel dobili su svoj dio imetka Topolovac, kao i dio posjeda Orljavac u Požeškoj županiji. Čini se da se s Gabrijelom ugasila Petrova grana obitelji.
Franko je imao sinove Franju II. i Nikoli I. Franjin sin i Frankov unuk, Juraj bio je nakon Mohačke bitke 1527. godine imenovan zapovjednikom županije Vuka, a njegov sin Baltazar († iza 1530.) kapetanom u Gornjoj Ugarskoj. Drugi Frankov sin, Nikola, imao je sinove Nikolu II. i Stjepana II., koji se spominju 1462. godine u ugovoru o prodaju Vukovara Gorjanskima.
Godine 1526. Talovci su dobili od kralja barunski naslov, čime su se uspeli na društvenoj ljestvici. Međutim, uspjeh druge i treće generacije Talovaca bio je privremen, jer su Osmanlije provalile u Slavoniju tijekom 1530-ih i 1540-ih i osvojili sve utvrde i posjede Talovaca, zbog čega su se članovi obitelji morali iseliti u zapadnu Ugarsku, gdje su živjeli sve do 19. stoljeća.

## Vanjske poveznice
- Talovac - Hrvatski leksikon
- Talovac -Hrvatski obiteljski leksikon  Arhivirana inačica izvorne stranice od 20. kolovoza 2017. (Wayback Machine)
- Talovci Hrvatska enciklopedija
- Talovci Proleksis enciklopedija
- Talovci - cetinski i kniški knezovi - idoconline.info  Arhivirana inačica izvorne stranice od 20. kolovoza 2017. (Wayback Machine)